# Öretjärnen (Särna socken, Dalarna, 682273-135055)
Öretjärnen är en sjö i Älvdalens kommun i Dalarna och ingår i Dalälvens huvudavrinningsområde.